# Lamar River
Der Lamar River ist ein 76 km langer, rechter Nebenfluss des Yellowstone Rivers im Nordwesten des US-Bundesstaates Wyoming. Er ist der wichtigste Zufluss am Oberlauf des Yellowstone und fließt auf seiner gesamten Länge durch den Yellowstone-Nationalpark.

## Verlauf
Der Lamar River entspringt an der Nordflanke des Lamar Mountain im Hoodoo Basin im äußersten Osten des Nationalparks inmitten der Absaroka Range auf einer Höhe von etwa 2980 m. Er fließt zunächst nach Westen, erhält westlich des Castor Peak mit dem Little Lamar River seinen ersten größeren Zufluss und wendet sich südwestlich des Saddle Mountain nach Nordnordwesten. Im weiteren Verlauf durch die Absaroka Mountains erhält der Lamar River mit Miller Creek und Cache Creek größere Nebenflüsse und erreicht westlich des Mount Norris und östlich des Amethyst Mountain das nach dem Fluss benannte Lamar Valley. In dem breiten, durch seine Artenvielfalt bekannten Tal trifft der U.S. Highway 212 auf den Flussverlauf; zudem fließt mit dem Soda Butte Creek von rechts der zweitgrößte Zufluss hinzu. Der Fluss mäandriert nun in nordwestliche Richtung durch das Tal und verlässt es durch den Lamar Canyon, bevor er den U.S. Highway 212 unterquert und mit dem Slough Creek von rechts seinen größten Nebenfluss erhält. Der Lamar River fließt noch wenige Kilometer nach Westen, bevor er nach insgesamt 76  nördlich der Junction Butte nahe Tower Junction am Ausgang des Grand Canyon of the Yellowstone auf einer Höhe von 1161 m in den hier nach Norden fließenden Yellowstone River mündet. Der Lamar River fließt auf seiner gesamten Länge durch das Park County.

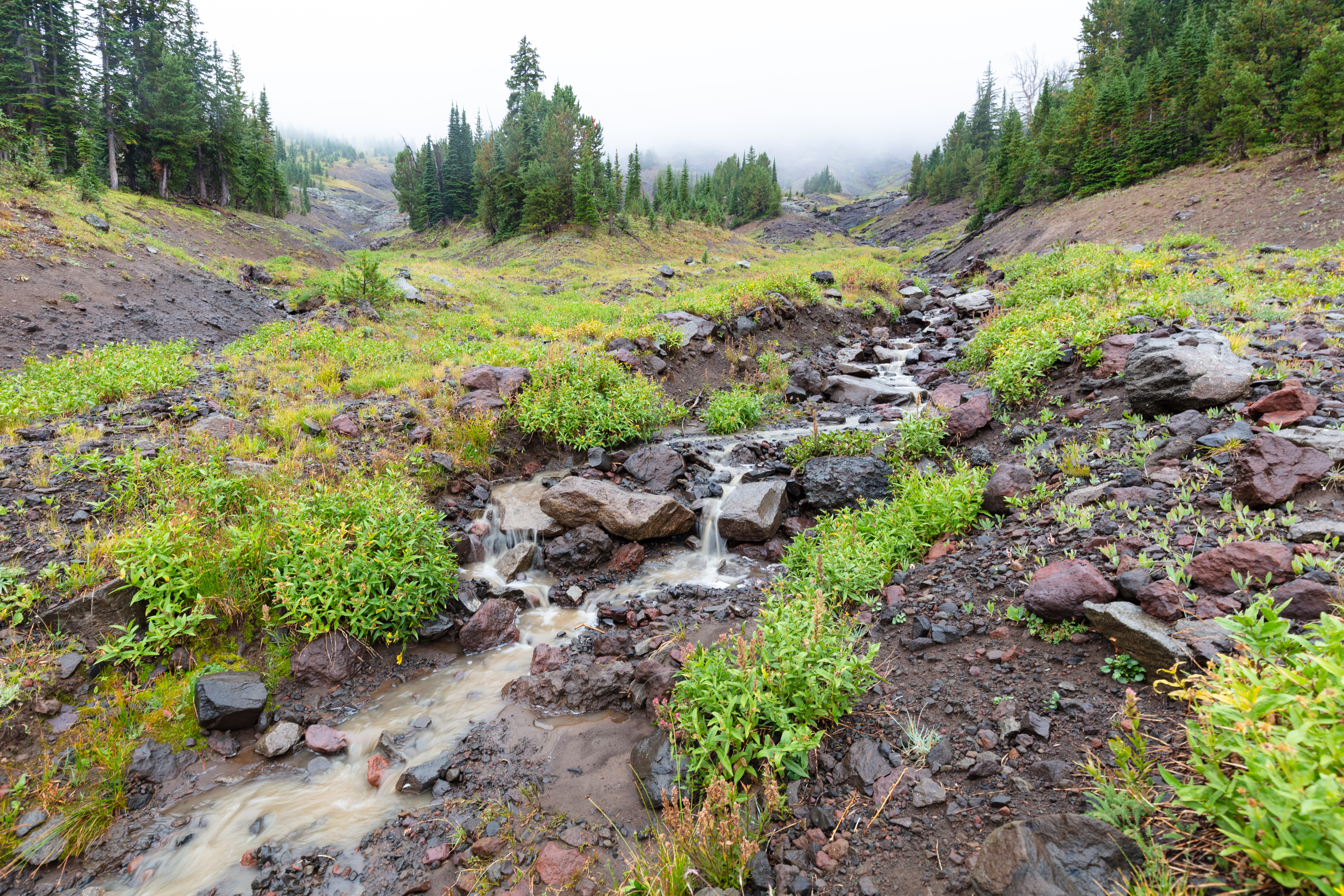
Oberlauf des Lamar River
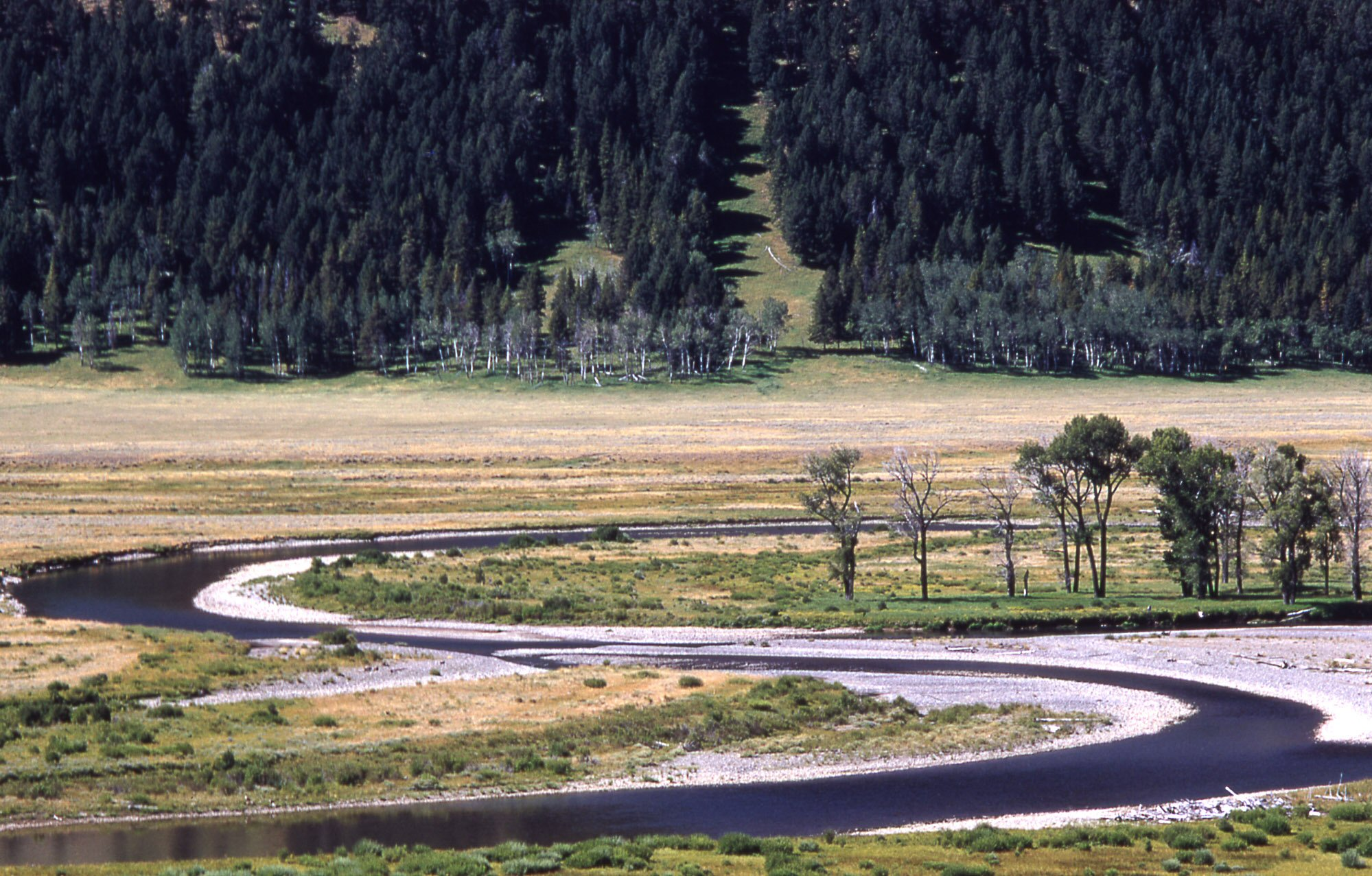
Lamar River, 1969
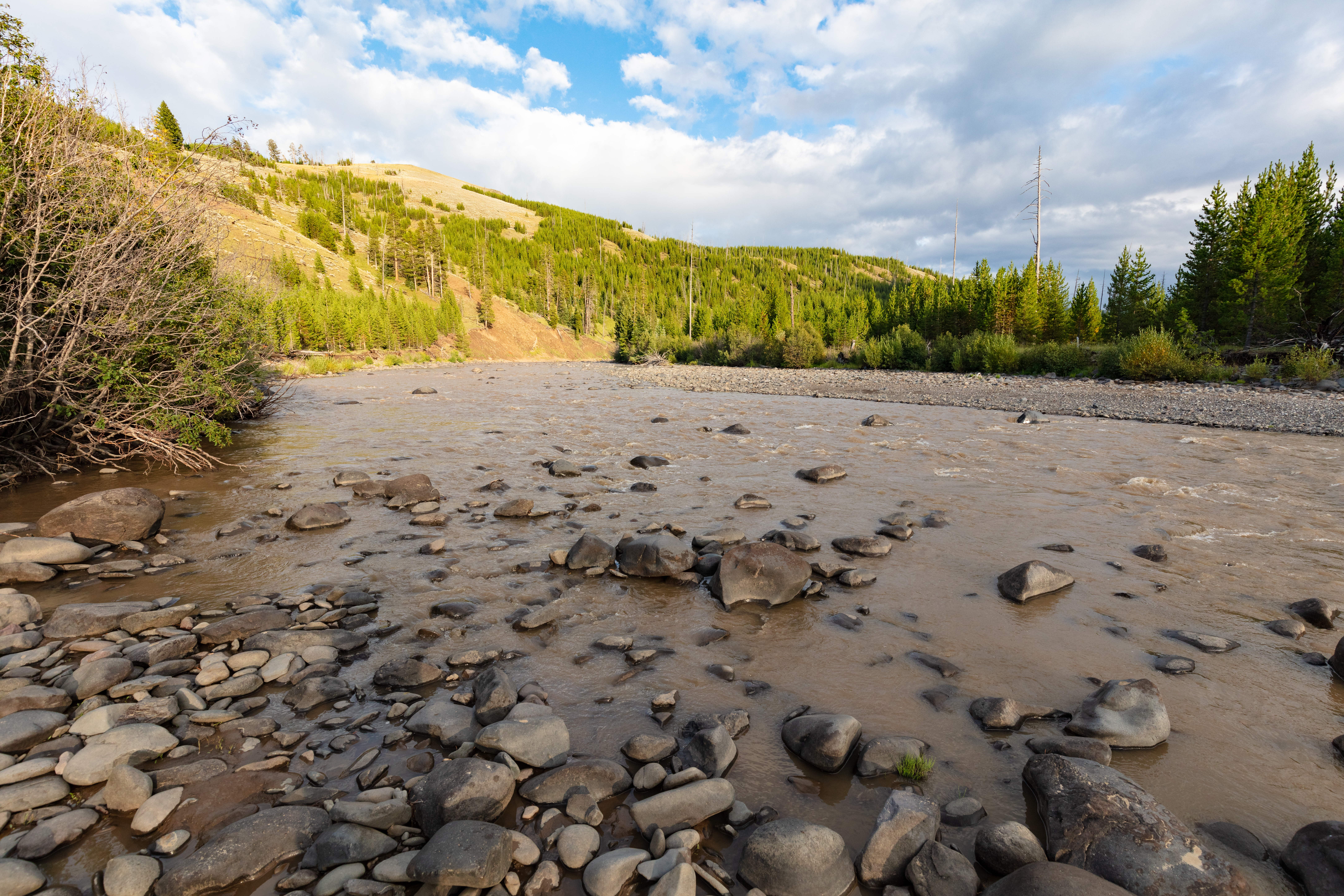
Lamar River, 2021
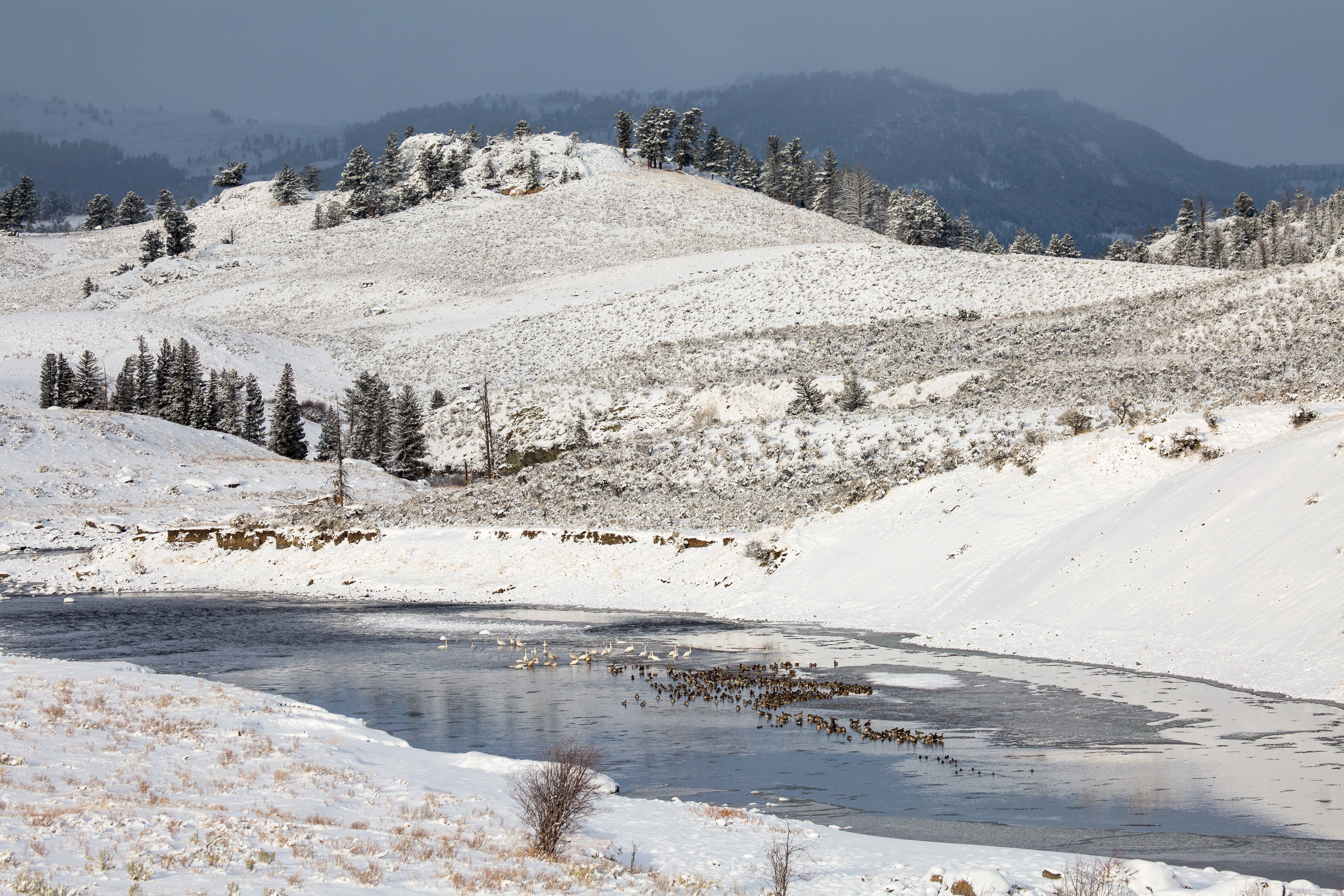
Der Fluss im Winter
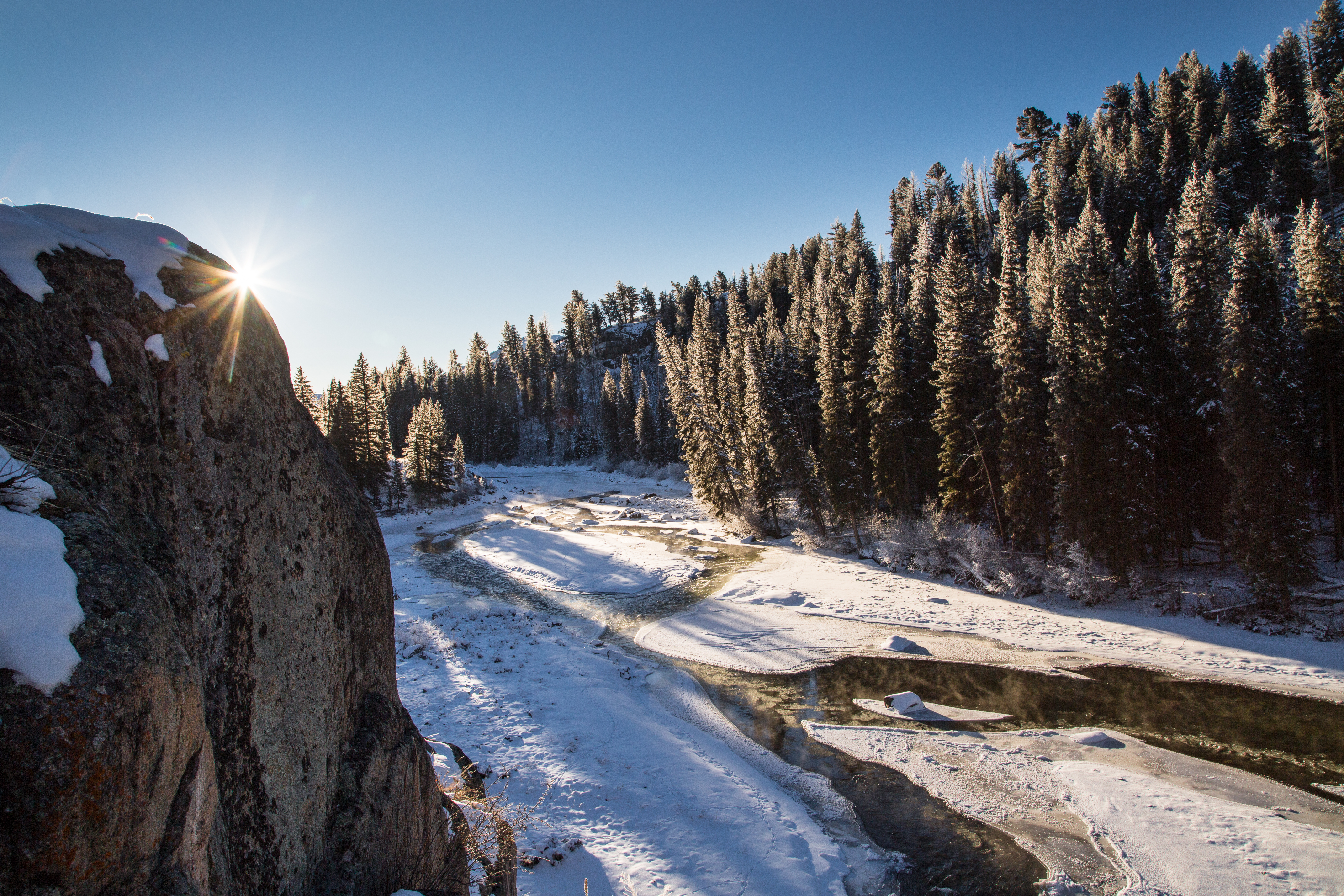
Der Fluss im Lamar Canyon

## Hydrologie
Der Lamar River ist als Nebenfluss des Yellowstone River Teil des Einzugsgebietes des Missouri, der über den Mississippi in den Golf von Mexiko entwässert. Das Einzugsgebiet des Lamar River umfasst ein Areal von etwa 1730 km² und grenzt an die Einzugsgebiete von Boulder River im Norden, Stillwater River, West Rosebud Creek und East Rosebud Creek im Nordosten, Clarks Fork Yellowstone River und Crandall Creek im Osten, Sunlight Creek und North Fork Shoshone River im Südosten, Pelican Creek, Broad Creek und Deep Creek im Südwesten sowie Hellroaring Creek im Nordwesten. Der mittlere Abfluss am Pegel oberhalb der Mündung beträgt 24,81 m³/s, die größten Abflüsse finden sich in den Monaten Mai und Juni. Damit ist der Lamar River einer der wasserreichsten Flüsse in Wyoming sowie nach dem Yellowstone River selbst der wasserreichste im Yellowstone-Nationalpark.

## Geschichte
1962 wurde in der Lamar Cave, einer Höhle am Fluss, eine archäologische Grabung durchgeführt, die Tausende von Tierknochen aus der Zeit ab etwa 400 n. Chr. nachweisen konnte. Menschliche Aktivitäten ließen sich jedoch dabei nicht belegen.
Vor der geologischen Expedition von 1884 bis 1885 war der Lamar River als East Fork of the Yellowstone River bekannt. Während dieser Expedition benannte der Geologe Arnold Hague den Fluss nach Lucius Quintus Cincinnatus Lamar, dem 1885 ernannten Innenminister der Vereinigten Staaten. Das Lamar Valley sowie andere Orte im Park, die „Lamar“ als Namensbestandteil enthalten, leiten sich ebenfalls von dieser ursprünglichen Benennung ab. Im Jahr 1869 erreichten die Teilnehmer der Cook-Folsom-Peterson-Expedition den Lamar River stromaufwärts des in den Yellowstone River fließenden Canyon-Abschnitts und reisten flussaufwärts bis zum Zusammenfluss mit dem Calfee Creek, wo sie am 16. September 1869 ihr Lager aufschlugen.
Bei den Bränden im Yellowstone-Nationalpark 1988 wurden einige Gebiete am Lamar River hart getroffen und brannten teilweise komplett nieder. Im Rahmen der Flutkatastrophe 2022 wurden der Lamar River und seine Nebenflüsse von starken Überschwemmungen heimgesucht.

## Fauna
Entlang des Flusses leben besonders im Bereich des Lamar Valleys Gabelböcke, Bisons und Bären, darunter Grizzlybären. Das Lamar Valley gehört zu den besten Orten weltweit, um Wölfe zu beobachten. Das Flusstal spielte auch bei der Wiederansiedlung der Wölfe im Yellowstone-Nationalpark eine große Rolle, so wurde beispielsweise am nahegelegenen Druid Peak das Druid Pack ausgewildert. Auch an den Flüssen Soda Butte Creek, Crystal Creek und Rose Creek wurden im Jahr 1995 Wölfe angesiedelt. Die Wolfsrudel Lamar Canyon und Junction Butte leben im Gebiet entlang des Flusses. Dieser ist die Heimat von Cutthroat-Forellen. Zu den Vögeln in der Umgebung zählen Fischadler und Weißkopfseeadler. Das Gebiet wird wegen des Artenreichtums oft als die „Serengeti Amerikas“ bezeichnet.

Im Fluss leben einige Regenbogenforellen, hauptsächlich aber die im Größeren Yellowstone-Ökosystem endemischen Yellowstone-Cutthroat-Forellen. Der Lamar River und seine Nebenflüsse sind wegen des hohen Wasserstandes meist erst ab Mitte Juli zu befischen. Der National Park Service schreibt seit 2018 für den Lamar River und seine Nebenflüsse, einschließlich Slough Creek und Soda Butte Creek vor, dass Angler alle nicht heimischen Fische töten müssen, einschließlich Regenbogen- und Bachforellen.

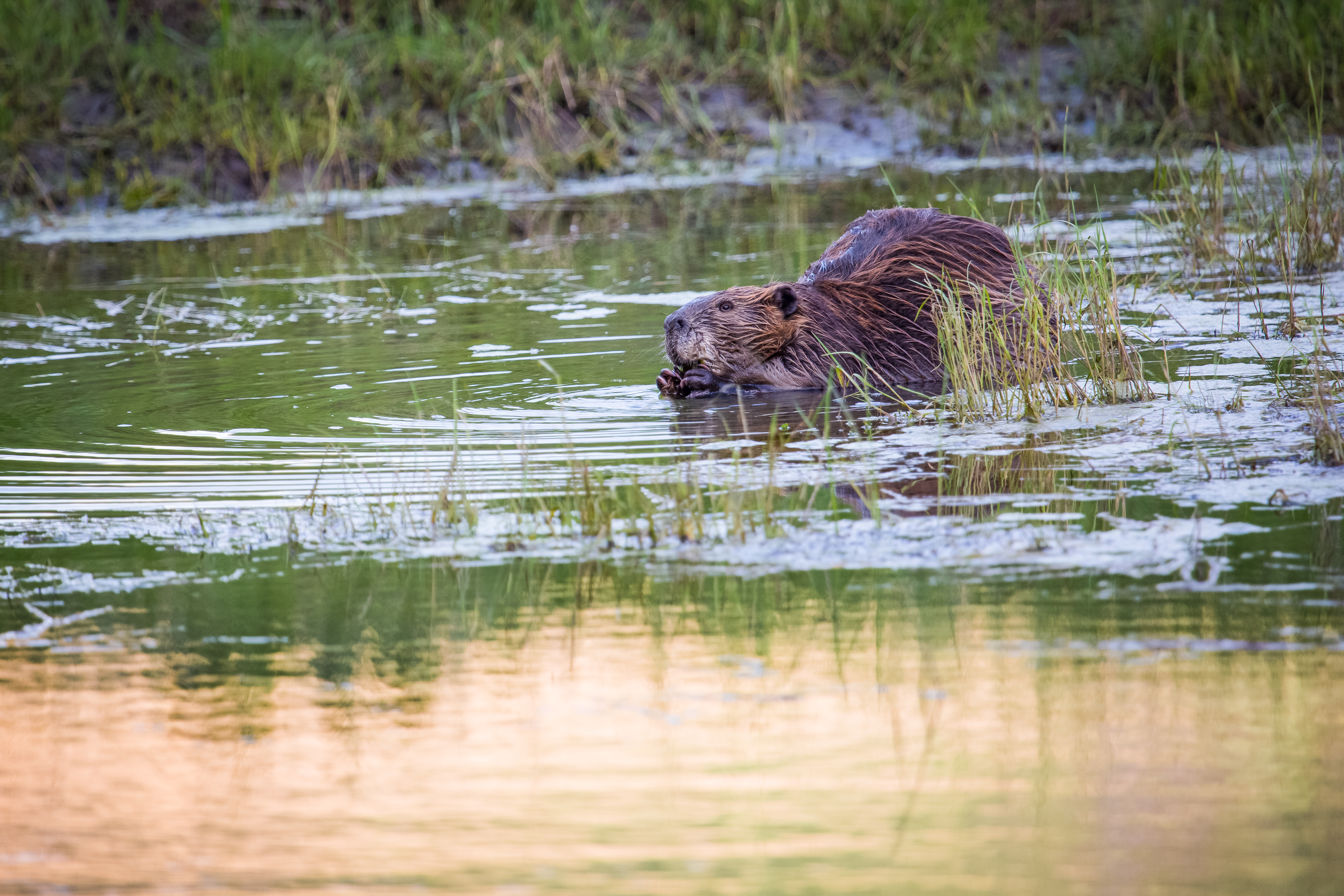
Biber am Lamar River
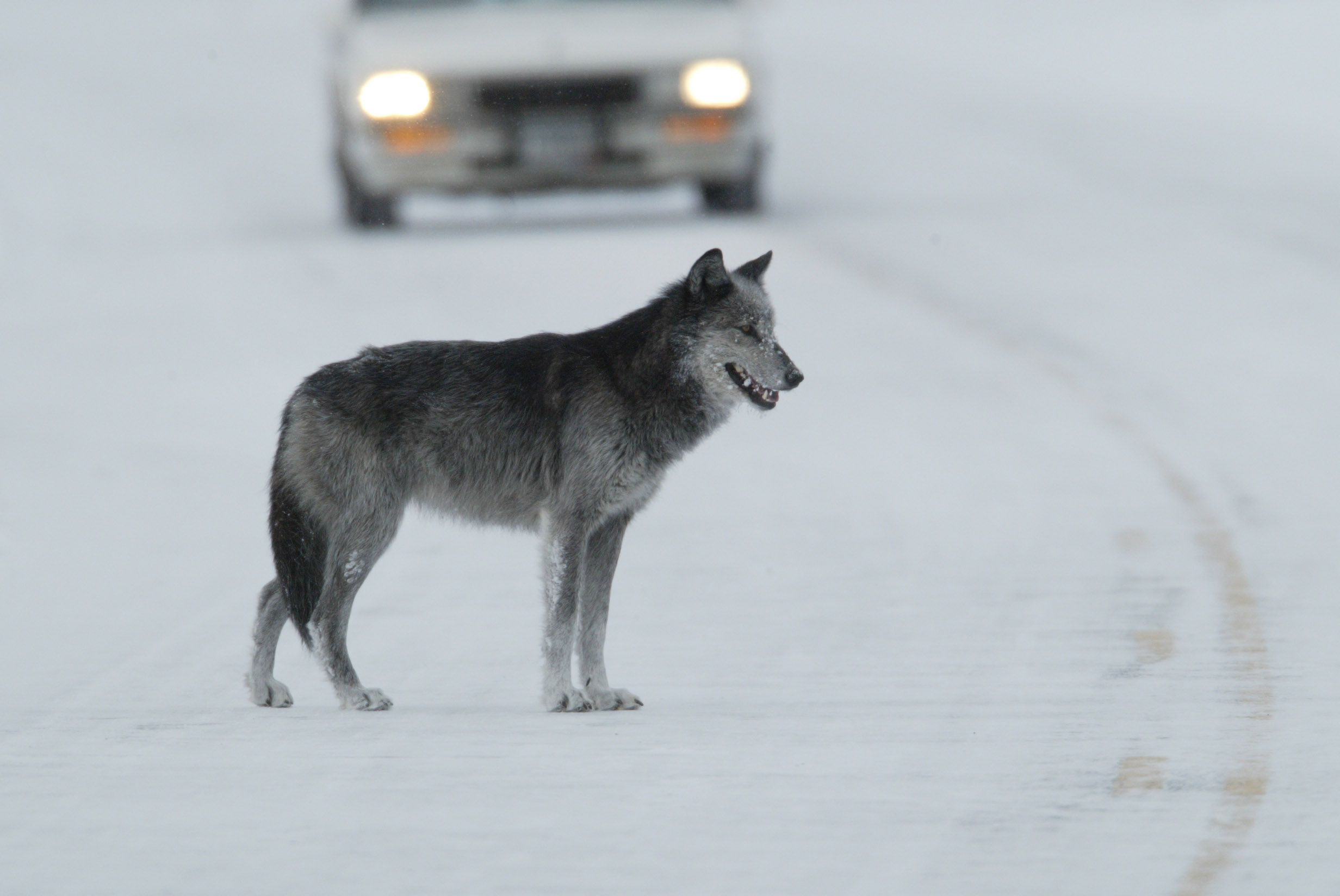
Wolf am U.S. Highway 212 unweit des Lamar River
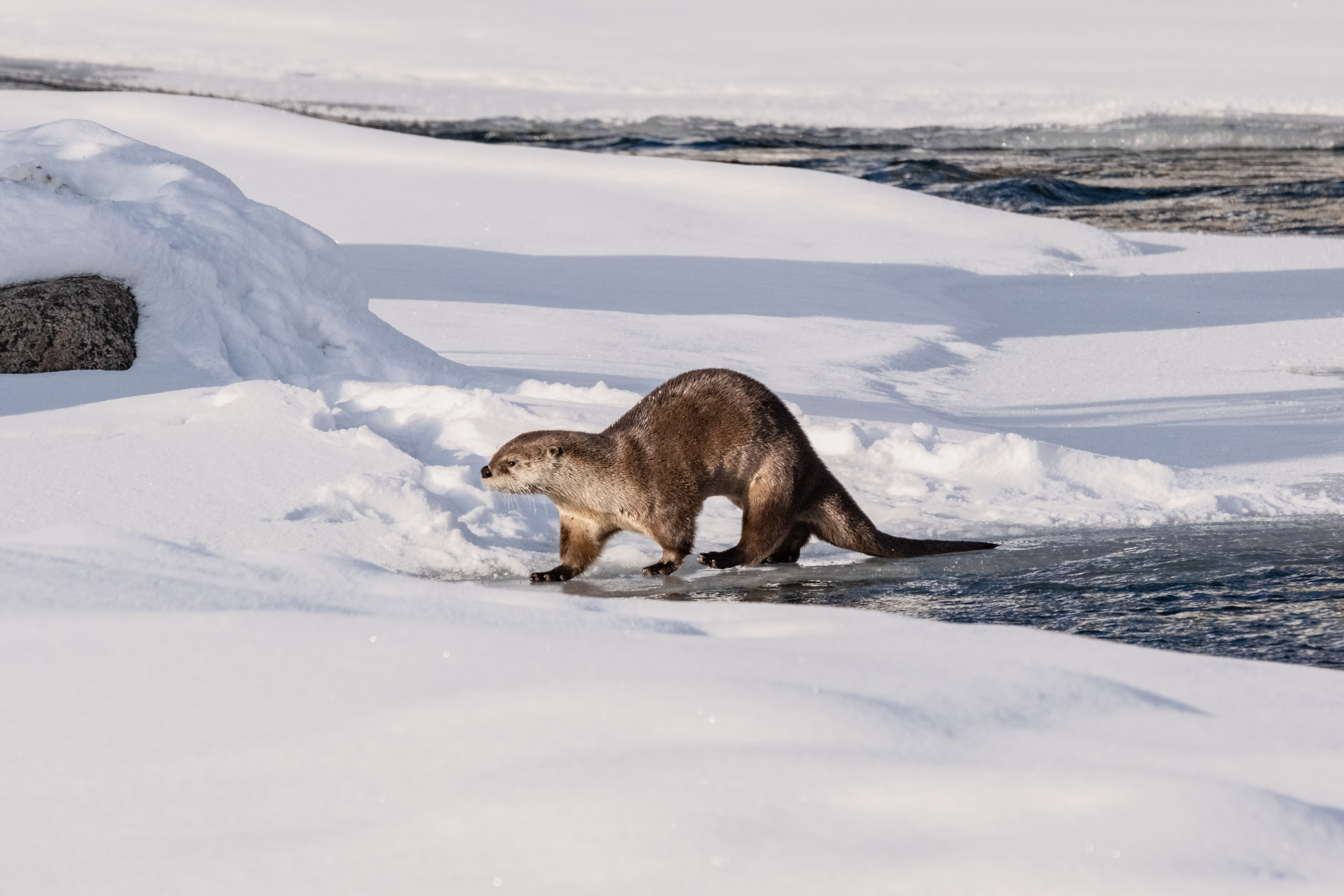
Fischotter am Lamar River
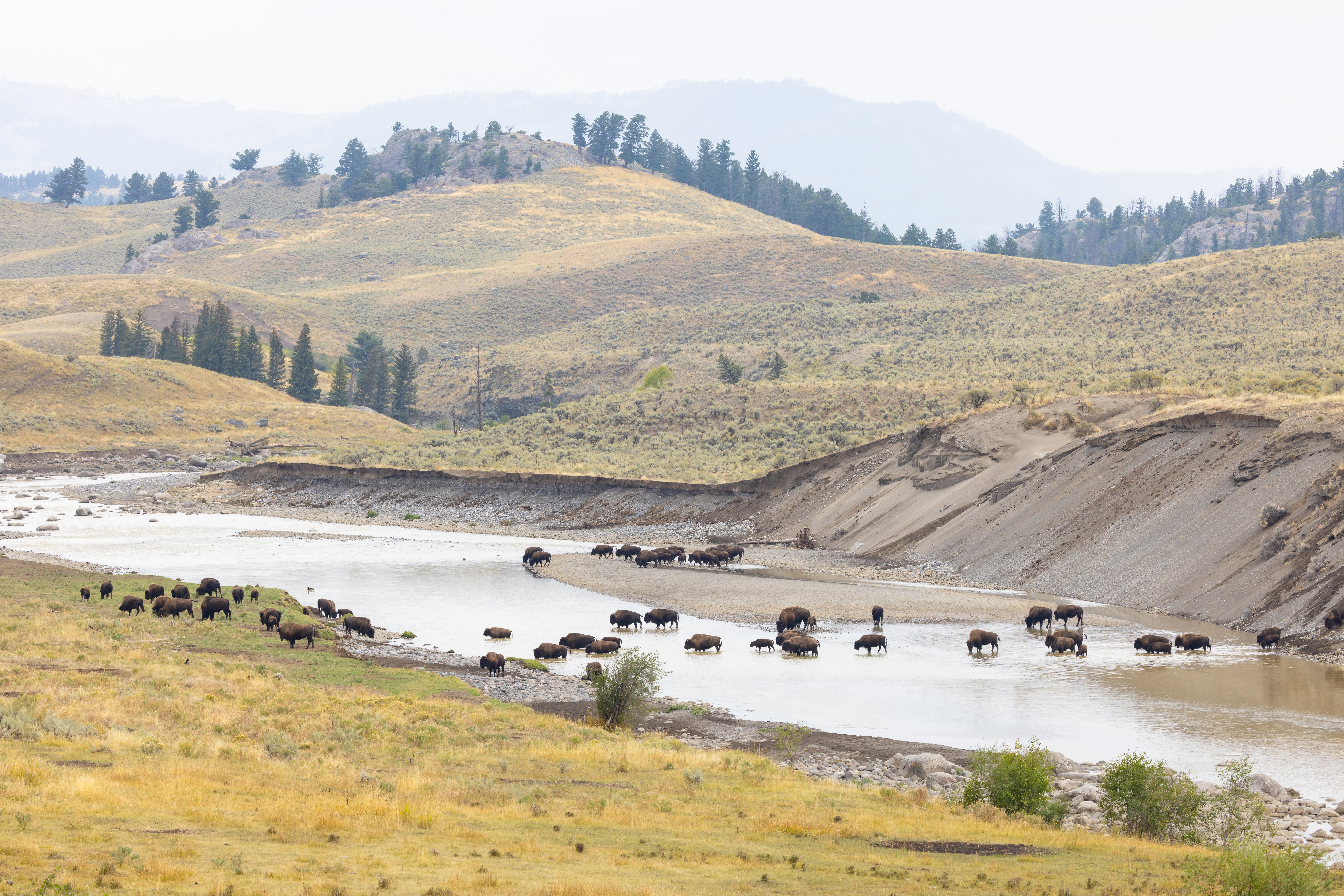
Amerikanische Bisons bei Durchqueren des Flusses
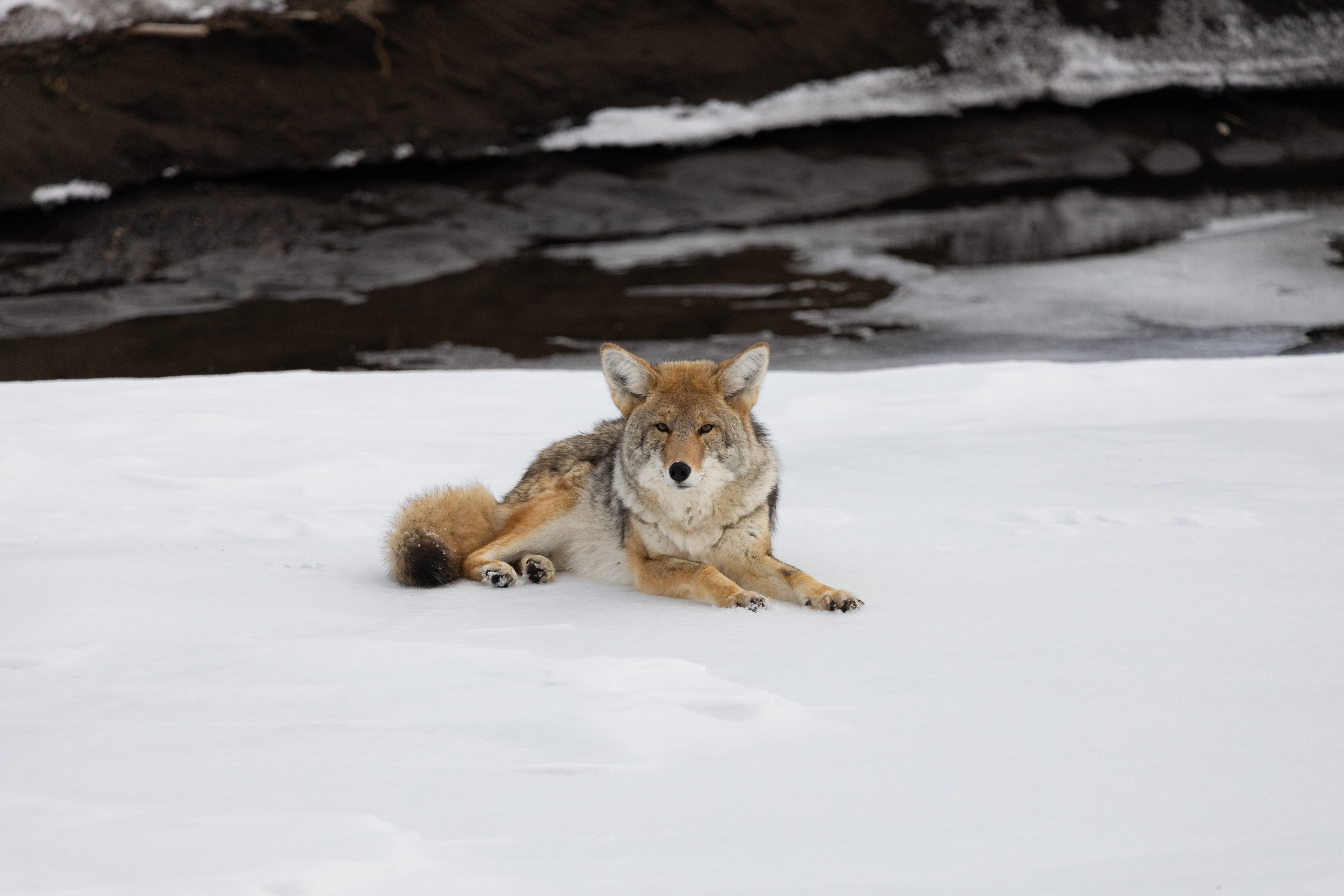
Ein Kojote am Ufer des Flusses

## Belege
1. ↑  Lamar River. In: Geographic Names Information System. United States Geological Survey, United States Department of the Interior (englisch).
2. ↑  USGS 06188000 Lamar River nr Tower Ranger Station YNP. Abgerufen am 4. Mai 2025.
3. ↑  Peter Nabokov, Lawrence Loendorf: American Indians and Yellowstone National Park. A Documentary Overview, National Park Service, Yellowstone Center for Resources, 2002, S. 20.
4. ↑  Gannett, Henry: The Origin of Certain Place Names in the United States. Hrsg.: Government Printing Office. 1905.
5. ↑  Haines, Aubrey L.: Yellowstone Place Names-Mirrors of History. Hrsg.: University Press of Colorado. Niwot, Colorado, ISBN 0-87081-382-X, S. 106–107.
6. ↑  Cook, Charles W.; Folsom, Dave E.; Peterson, William (1965). Haines, Aubrey L. (ed.): The Valley of the Upper Yellowstone-An Exploration of the Headwaters of the Yellowstone River in the Year 1869. Hrsg.: University of Oklahoma Press. Norman, OK, S. 26–27.
7. ↑  Yellowstone Wolf Project. Abgerufen am 12. Mai 2021.
8. 1 2  Watch Wildlife in Lamar Valley and Hayden Valley. In: Yellowstone National Park. 23. Juni 2020, abgerufen am 12. Mai 2021.
9. ↑  Lamar River Valley - Wyoming. Abgerufen am 12. Mai 2021.
10. 1 2  Parks, Richard: Fishing Yellowstone National Park. Hrsg.: Falcon Press. Helena, MT 1998, ISBN 1-56044-625-0, S. 190–194.